# Gustavo Heide
Gustavo Heide (São Paulo, 28 de fevereiro de 2002) é um tenista profissional brasileiro. Alcançou o melhor ranking de sua carreira, nº 174 da ATP, em 1 de abril de 2024.

## Carreira

### 2023
Ele chegou à sua primeira final do Challenger de simples no Challenger de Bogotá de 2023, mas desistiu antes da partida começar. Com disso, ele alcançou o top 250 mundial, subindo mais de 50 posições no ranking em 2 de outubro de 2023.
Nos Jogos Pan-Americanos de 2023, Heide quase conquistou uma medalha em simples, apesar de ser apenas o 252ª do mundo. Chegou às semifinais, onde enfrentou o cabeça-de-chave do torneio, Facundo Díaz Acosta, 109º colocado do ranking mundial, e teve match-point para fechar o jogo, mas acabou perdendo no tiebreak do último set. Na disputa pela medalha de bronze, contra o compatriota Thiago Monteiro, também perdeu no tiebreak do último set. Nas duplas, Heide, jogando com Marcelo Demoliner, superou a hostil torcida chilena na final e levou o ouro.
No Challenger de Montevidéu, Heide chegou às semifinais, perdendo novamente para Acosta.
Por ter vencido a IV Maria Esther Bueno Cup no final de 2023, Heide ganhou um convite para a disputa do ATP 500 do Rio de Janeiro, em fevereiro de 2024.

### 2024: Estréia em torneios ATP, primeiro título de Challenger
Participou do confronto entre Brasil e Suécia pelo Qualificatório Mundial da Copa Davis, em fevereiro de 2024.
No ATP 500 do Rio de Janeiro, realizando sua estréia em torneios ATP, ele enfrentou o chileno Tomás Barrios Vera, sendo eliminado na primeira rodada.
Em março de 2024, Heide chegou à semifinal do Challenger de Santiago  e logo depois, no Challenger de Assunção, no Paraguai, chegou à final, derrotando  Juan Pablo Varillas, n.95 do mundo, e foi campeão derrotando o também brasileiro João Fonseca, garantindo pontos para entrar no top 200 mundial pela primeira vez.
Em maio de 2024, Heide participou do Challenger 75 de Oeiras, onde venceu na primeira rodada, derrotando o cazaque Dmitry Popko, mas perdeu na segunda rodada. 
Em julho, venceu suas duas primeiras partidas de nível ATP no torneio de Gstaad, incluindo uma vitória contra o top 20 U. Humbert nas oitavas. O resultado fez com que Heide atingisse o melhor ranking de sua carreira até o momento.

## Finais de Challenger

### Simples: 2 (1-1)
| Legenda                   |
| ------------------------- |
| ATP Challenger Tour (1–1) |

| Resultado | V–D | Data     | Torneio                          | Categoria | Piso   | Oponente               | Placar              |
| --------- | --- | -------- | -------------------------------- | --------- | ------ | ---------------------- | ------------------- |
| Finalista | 0–1 | Set 2023 | Challenger de Bogotá, Colômbia   | 125 pt    | Saibro | Thiago Agustin Tirante | W.O.                |
| Campeão   | 1–1 | Mar 2024 | Challenger de Assunção, Paraguai | 75 pt     | Saibro | João Fonseca           | 7-5, 6–7 (6–8), 6–1 |